# Funny World and Balloon Boy
Funny World and Balloon Boy est un jeu vidéo de tir à la première personne en rail shooter sorti en 1993 sur Mega Drive. Le jeu a été développé par AV Artisan et édité par Realtec.